# Memrise

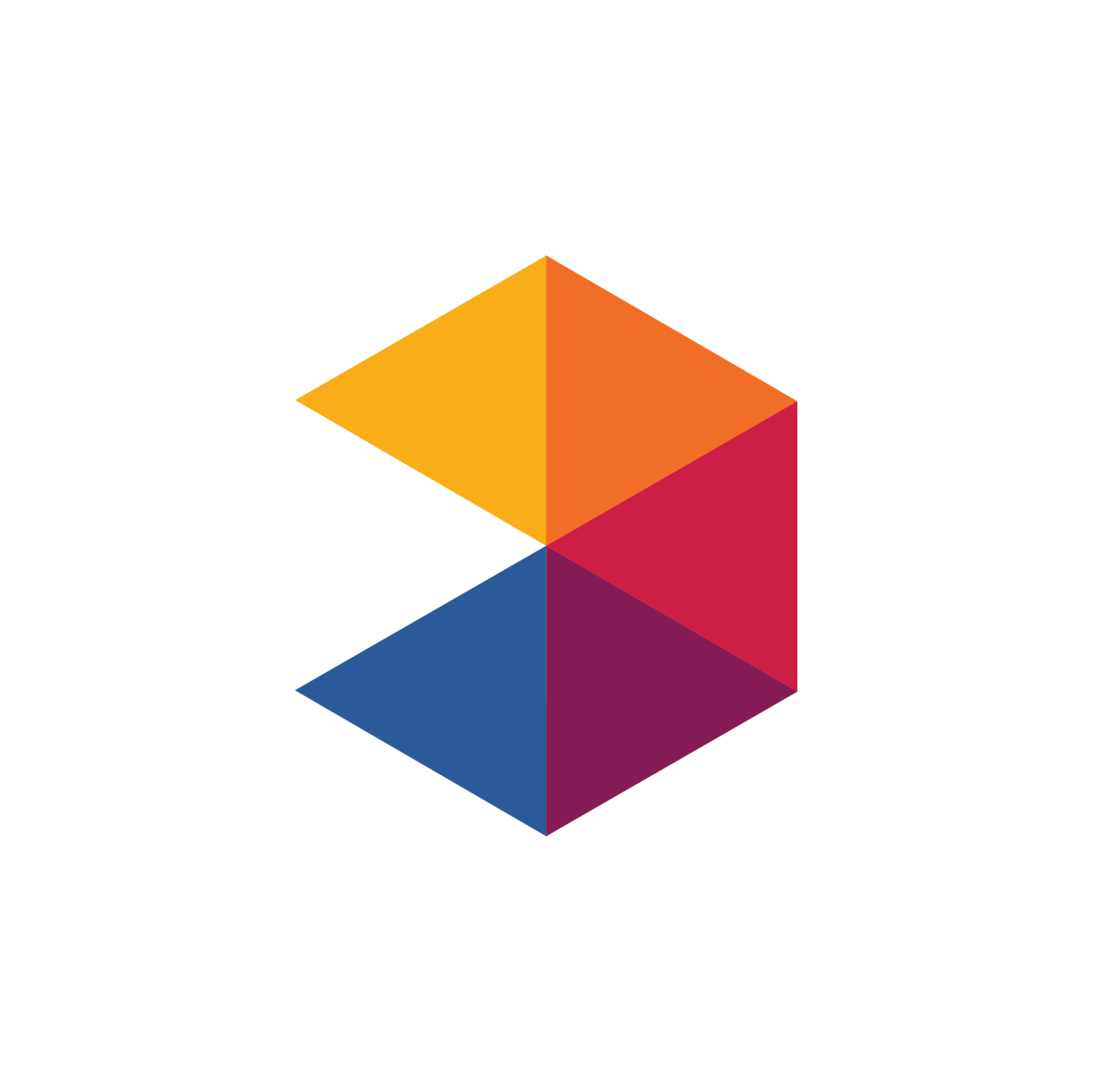

Memrise este un instrument de învățare online cu cursuri create de comunitatea sa. Cursurile sale sunt utilizate în principal pentru a preda limba, dar sunt utilizate și pentru alte discipline academice și non-academice, inclusiv știință, muzică, istorie, filozofie și cultura populară. Memrise foloseste Flashcards augmentate cu mnemonice (cunoscut în cadrul serviciului ca „MEMS“) - parțial colectate prin efectul crowdsourcing- și spațierea pentru a spori viteza și ușurința de învățare.

## Originile și dezvoltarea
Memrise a fost fondat de Ed Cooke, un Mare Maestru de memorie, și Greg Detre, un neurolog Princeton specializat în știința memorie și uitare. Site-ul lansat în versiune beta privat după ce a câștigat Princeton Antreprenoriatul Club competiției 2009 TigerLaunch. [3] La 01 octombrie 2012, 100 de utilizatori au fost lăsați să se înscrie pentru a testa o versiune non-beta a site-ului numit Memrise 1.0. Din luna mai 2013, o aplicație Memrise a fost disponibilă pentru descărcare de pe App Store (iOS) și Google Play. [4]

## Premii
În iulie 2010, Memrise a fost numit ca fiind unul dintre câștigătorii concursului Londra Mini-Seedcamp. [5] În noiembrie 2010, site-ul a fost numit ca fiind unul dintre finaliști pentru 2010 TechCrunch Europas start-up al anului. [6] În martie 2011, a fost selectat ca unul dintre start-up TechStars Boston. [7]

## Premiul Memrise
În noiembrie 2014, Memrise a creat Premiul Memrise în parteneriat cu University College din Londra. Premiul Memrise provoacă oameni pentru a crea cea mai puternică metoda de memorare a informațiilor noi, cu un premiu de 10.000 $ și co-autor într-un articol care urmează să fie împărtășit cu comunitatea științifică și de afaceri. [8]

## Controversă
La sfârșitul lunii septembrie 2012, clasamentul de pe site, a fost suspendat temporar din cauza „înșelăciunii extinse“. Utilizatorii specifici au fost roboții și mecanismele non-intensive, cum ar fi cursurile de memorie celebritate foto, pentru a obține scoruri atipice, care nu au fost reflectorizant de învățare actuale. Ca răspuns, administratorii au stabilit un nou clasament după revizuirea lacunelor de notare. [9]

## Presa
În 2011, Memrise a fost revizuit de AOL Daily Finance, [10] MIT Technology Review, [11] MSNBC [12] și Gizmodo. [13]